# Caoimhín Kelleher
Caoimhín Odhrán Kelleher (Cork, 23 de novembro de 1998) é um futebolista irlandês que atua como goleiro. Atualmente, defende o Brentford.

## Carreira
Kelleher chegou às categorias de base do Liverpool em 2015, vindo do Ringmahon Rangers. Foi utilizado em algumas partidas da pré-temporada de 2018–19, e em agosto de 2018 assinou um novo contrato com os Reds, que o relacionou para a final da Liga dos Campeões da UEFA contra o Tottenham como terceiro goleiro. Embora não tivesse atuado, foi o 12º jogador irlandês a sagrar-se campeão europeu e o primeiro de seu país a fazê-lo em uma década.
Com a ausência do titular Alisson na Supercopa da UEFA de 2019 (foi substituído pelo espanhol Adrián), o irlandês ficou novamente como terceira opção apesar de estar se recuperando de uma cirurgia no pulso, acompanhando a vitória dos Reds nos pênaltis por 5 a 4 após empate por 2 a 2 contra o Chelsea. A estreia de Kelleher como titular foi em setembro do mesmo ano, pela terceira fase da Copa da Liga Inglesa, contra o Milton Keynes Dons, onde o Liverpool venceu por 2 a 0. Foi também utilizado em outras 2 partidas da Copa da Liga e em um jogo da Copa da Inglaterra, além de ter feito parte do time que venceu a Premier League, como quarto goleiro, mas não foi inscrito para o Mundial de Clubes da FIFA, sendo preterido pelo veterano Andy Lonergan.
O primeiro jogo na Premier League foi contra o Wolverhampton Wanderers, em dezembro de 2020, 5 dias depois de ter atuado contra o Ajax pela Liga dos Campeões. O irlandês se destacou ao garantir a meta do Liverpool invicta na vitória por 1 a 0, uma semana após completar 22 anos. Agradado com as atuações do goleiro, o técnico Jürgen Klopp anunciou que Kelleher seria promovido a reserva imediato de Alisson. Em junho de 2021, o irlandês assinou um novo contrato com o Liverpool, válido até 2026.
Na Copa da Liga Inglesa de 2021–22, foi o titular na vitória do Liverpool sobre o Chelsea por 11 a 10 na decisão por pênaltis, após empate sem gols no tempo normal e na prorrogação - a última cobrança dos Reds foi de Kelleher, que deslocou Kepa Arrizabalaga (o espanhol, que entrara no lugar de Édouard Mendy no final da prorrogação, foi o único jogador a errar o chute).

### Brentford
Em 3 de junho de 2025, o Brentford anunciou a contratação de Caoimhín Kelleher. O contrato firmado tem duração inicial de cinco anos, com a possibilidade de extensão por mais uma temporada. A negociação entre Brentford e Liverpool foi concluída por cerca de 18 milhões de libras, o que equivale a aproximadamente 137 milhões de reais.

## Carreira internacional
Entre 2014 e 2019, Kelleher fez parte das seleções de base da República da Irlanda, chegando a ser convocado para um amistoso do time principal em novembro de 2018 contra a Dinamarca, porém não entrou em campo.
Seu primeiro jogo pela Seleção Irlandesa foi em junho de 2021, entrando como substituto no empate sem gols contra a Hungria.

## Vida pessoal
É irmão mais novo de Fiacre Kelleher, que também é futebolista profissional. Outros 3 irmãos do goleiro também seguem carreira esportiva, mas no hurling.

## Estatísticas
| Equipe    | Temporada              | Campeonato nacional | Campeonato nacional | Campeonato nacional | Copa nacional | Copa nacional | Copa da Liga | Copa da Liga | Competições continentais | Competições continentais | Outras competições | Outras competições | Total | Total |
| Equipe    | Temporada              | Divisão             | Jogos               | Gols                | Jogos         | Gols          | Jogos        | Gols         | Jogos                    | Gols                     | Jogos              | Gols               | Jogos | Gols  |
| --------- | ---------------------- | ------------------- | ------------------- | ------------------- | ------------- | ------------- | ------------ | ------------ | ------------------------ | ------------------------ | ------------------ | ------------------ | ----- | ----- |
| Liverpool | 2018–19                | Premier League      | 0                   | 0                   | 1             | 0             | 0            | 0            | 0                        | 0                        | 1                  | 0                  |       |       |
| Liverpool | 2019–20                | Premier League      | 6                   | 1                   | 4             | 2             | 2            | 0            | 0                        | 0                        | 12                 | 3                  |       |       |
| Liverpool | 2020–21                | Premier League      | 2                   | 0                   | 1             | 0             | 0            | 0            | 2[a]                     | 0                        | 2                  | 0                  |       |       |
| Liverpool | 2021–22 (em andamento) | 2                   | 0                   | 2                   | 3             | 0             | 0            | 0            | 0                        | —                        | —                  | 7                  | 0     |       |
| Total     | Total                  | Total               | 7                   | 1                   | 9             | 2             | 2            | 0            | 2                        | 0                        | 16                 | 3                  |       |       |

- a. ^ Jogos da Liga dos Campeões da UEFA de 2020–21.

## Títulos
Liverpool
- Liga dos Campeões da UEFA: 2018–19[carece de fontes?]
- Supercopa da UEFA: 2019[carece de fontes?]
- Copa da Liga Inglesa: 2021–22[23] e 2023–24[carece de fontes?]
- Copa da Inglaterra: 2021–22[carece de fontes?]
- Premier League: 2024–25[24]